# Havajské království
Havajské království byl stát rozkládající se na Havajských ostrovech mezi lety 1795–1893. Království bylo založeno náčelníkem Kamehamehou po dobytí většiny Havajských ostrovů v roce 1795 a připojením ostrova Kauai v roce 1810. Havajské království zaniklo v roce 1893 vlivem Spojených států, po státním převratu proti královně Liliuokalani. O rok později byla monarchie zrušena a na místo ní byla vyhlášena republika. V roce 1898 se Havaj stala územím USA a v 1959 i státem. Kromě stávajícího státu Havaj zahrnovalo království i Palmyru.

## Historie

### Vznik
V roce 1778 ostrovy objevil pro evropskou civilizaci James Cook. Během návštěvy Jamese Cooka na Havaji, abdikoval náčelník Havajských ostrovů. Během mocenských bojů o uvolněné místo byl Cook zabit. V následujícím období v letech 1780 až 1795 se v průběhu několika bitev podařilo ovládnout ostrovy náčelníku Kamehamehovi. Po ovládnutí ostrovů a násilném připojení ostrova Kauai v roce 1810 sjednotil všechny ostrovy v Havajské království a sebe prohlásil králem Kamehamehou I. (označovaným také jako Král Kamehameha Veliký – anglicky King Kamehameha the Great). Oficiální titul havajských králů zněl Král Havajských ostrovů.
Král Kamehameha III. vyslal diplomatické delegace do USA a Evropy, aby dosáhl oficiálního uznání Havajského království jako suverénního státu. 28. listopadu 1843 byla vydána společná Britsko-francouzská proklamace, podepsaná britskou královnou Viktorií a francouzským králem Ludvíkem Filipem, uznávající Havajské království jako nezávislý stát. To se tak stalo prvním mimoevropským státem pod domorodou vládou, který byl všeobecně uznán. Od té doby se také slaví 28. listopadu Den havajské nezávislosti.

### Upevňování pozice USA
V roce 1872 zemřel bez dědice poslední havajský král Kamehameha V. z dynastie Kamehameha a králem byl zvolen jeho bratranec Lunalilo. Král Lunalilo však po roce také zemřel bez dědice, a tak se havajským králem stal Kalākaua, který byl v předchozí volbě jedním ze dvou kandidátů.
Na Havajských ostrovech se usazovalo mnoho amerických plantážníků, misionářů a obchodníků. Proto také roce 1875 podepsala Havaj s USA vzájemnou obchodní dohodu, díky níž se cukrová třtina mohla do USA dovážet bezcelně a za dvanáct let bylo USA uděleno právo opevnit námořní základnu Pearl Harbor nedaleko Honolulu. Král Kalākaua byl za přispění Američanů v roce 1887 donucen vzdát se části svých pravomocí a ustanovit konstituční monarchii, kterou pak mohli američtí plantážnící snadno ovládnout. Jelikož však král se svou ženou neměl žádné děti, stala se po jeho smrti v roce 1891 havajskou královnou králova sestra Liliuokalani.

### Zánik
Krátce před nástupem královny Liliuokalani zrušil McKinleyův sazebník obchodní výsady Havaje, neboť zrušil clo pro všechny země, které obchodovaly s cukrovou třtinou. To pochopitelně vadilo bílým plantážníkům, kteří v roce 1893 vyvolali vzpouru, která svrhla královnu Liliuokalani, a moci se chopil Výbor občanské bezpečnosti. Proamerické síly povolaly námořní pěchotu, aby podpořila převrat, přičemž výbor požadoval připojení k USA. Prezident Grover Cleveland, který nebyl zastáncem amerického expansionismu, ale vyslal na ostrovy komisaře, který dospěl k názoru, že svržení královny bylo protiprávním aktem a pro připojení Havaje k USA jsou jen přistěhovalci a plantážníci, a nikoli sami domorodí obyvatelé. Vzbouřenecká dočasná vláda ale odmítla Clevelandův návrh, aby se královna opět ujala vlády, a 4. července 1894 vyhlásila Havajskou republiku. V lednu 1895 se několik stovek loajálních royalistů pokusilo svrhnout nelegitimní republikánskou vládu, ale po pár dnech bylo povstání potlačeno. V roce 1898 americký Kongres schválil anexi Havaje.

## Seznam havajských králů
Dynastie Kamehameha

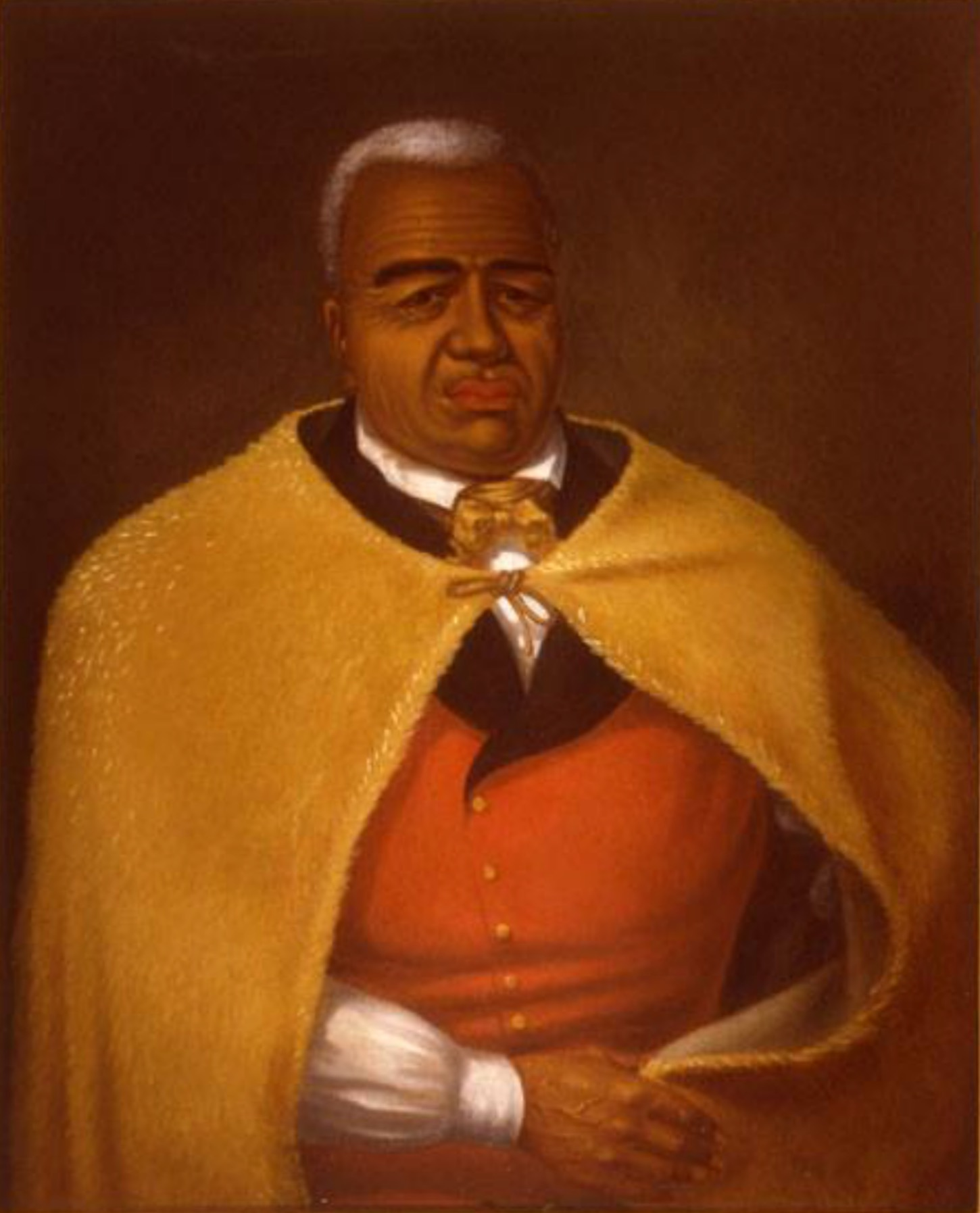
Král Kamehameha I. nazývaný "Veliký"

- Kamehameha I. – 1795–1819, sjednotil ostrovy v r. 1810.
- Kamehameha II. – 1819–1824
- Kamehameha III. – 1825–1854
- Kamehameha IV. – 1854–1863
- Viktorie Kamāmalu IV. – 30. listopadu 1863 (6 hodin), sestra předchozího a havajská premiérka (Kuhina Nui)
- Kamehameha V. – 1863–1872

Dynastie Kalaimamahu
- Lunalilo – 1873–1874, zvolen, zemřel bez dědiců

Dynastie Kalākaua
- Kalākaua – 1874–1891, zvolen, zemřel bez dědiců
- Liliuokalani – 1891–1893, sestra krále Kalākaua, byla svržena.

Pretendenti trůnu:
Dynastie Kalākaua
- Liliuokalani – 1893–1917

Dynastie Kawānanakoa
- David Kawānanakoa – 1917–1953
- Abigail Kawānanakoa – 1953–1961, sestra Davida
- Edward Kawānanakoa – 1961–1997, syn Abigail
- Quentin Kawānanakoa – od 1997, syn Edwarda